# Przewieszenie (powieść)
Przewieszenie – polska powieść kryminalna Remigiusza Mroza wydana w 2016 przez wydawnictwo Filia. Książka jest drugim tomem z serii Komisarz Forst.

## Odbiór
Powieść zdobyła średnią ocenę 7.5/10 na portalu Lubimy Czytać, przy 11292 ocenach. Użytkownicy strony napisali ponad 900 opinii o książce.

## Ekranizacja
W styczniu 2024 na platformie Netflix zadebiutował serial Forst – pierwszy sezon stanowił adaptację książek Ekspozycja i Przewieszenie, w rolę tytułowego bohatera wcielił się Borys Szyc, a za reżyserię odpowiedzialny był Daniel Jaroszek. Serial po trzech dniach emisji uplasował się na trzecim miejscu na świecie i osiągnął pięciomilionową widownię. W kolejnym tygodniu powiększył wynik do dziewięciu i pół miliona widzów, którzy spędzili na oglądaniu tej produkcji ponad czterdzieści milionów godzin.